# Hermes Germany
Die Hermes Germany GmbH mit Sitz in Hamburg ist ein Logistikdienstleister und Partner von Onlineshops und Multi-Channel-Händler im In- und Ausland. Die Gesellschaft beschäftigt rund 5.600 Mitarbeiter und erzielte im Geschäftsjahr 2021/22 einen Umsatz von rund 1,6 Milliarden EUR.

## Geschichte
Am 1. Juni 1972 wurde die Hermes Paket-Schnell-Dienst GmbH & Co. KG gegründet. Hermes begann als privater Paketdienstleister des Otto-Versands. Drei Jahre nach seiner Gründung betreute der Hermes Paket-Schnell-Dienst das gesamte Otto-Sendungsaufkommen und war in Deutschland flächendeckend präsent. Zehn Jahre nach der Gründung wurde Hermes durch die Übernahme der Firmenanteile des verstorbenen Mitbegründers Werner Velbinger ein hundertprozentiges Tochterunternehmen des Otto Versands.
Nach der Währungsumstellung am 1. Juli 1990 war Hermes der erste Paketdienst, der in der DDR flächendeckend Kunden beliefern konnte. Das geschah überwiegend mit dem dafür neu gegründeten Tochterunternehmen Hermes Versand Service Berlin GmbH, der provisorischen Niederlassung in Coburg und fünf neuen Kooperationsniederlassungen.
In Zusammenarbeit mit der Deutschen Bahn AG übernahm der Hermes seit 1997 die Haus-zu-Haus-Belieferung von Reisegepäck, Fahrrädern und Skiern. Kinderwagen oder Surfbretter gelten als Sondergepäck. Am 1. Februar 1999 wurde der erste Hermes PaketShop eröffnet.
Im Jahre 2003 wurde die Gesellschaftsstruktur der Hermes Gruppe neu gestaltet. In diesem Zuge wurden die Hermes Gesellschaften Hermes Versand Service, Hermes General Service, Hermes TranStore Service, Hermes Technischer Kundendienst sowie primeMail unter einer gemeinsamen Dachmarke Hermes Logistik Gruppe zusammengefasst. Am 1. November 2003 führte die Hermes Logistik Gruppe den Privatversand von Paketen am Paketshop ein. Im folgenden Jahr ging Hermes mit einer Spedition ein Joint Venture ein und gründete den Hermes Einrichtungs Service. Dieses von Hermes geführte Gemeinschaftsunternehmen ergänzte die bestehenden Business-to-Consumer-Dienstleistungen um das Segment Möbel- und Großstücktransporte. Die Auslandsaktivitäten von Hermes in England, Japan, Österreich und den Vereinigten Staaten wurden auf die nationalen Gesellschaften der Otto Group übertragen.
Im Juni 2016 wurden die beiden Hermes Gesellschaften Hermes Logistik Gruppe Deutschland GmbH (HLGD) und die Hermes Transport Logistics GmbH (HTL) zur heutigen Hermes Germany GmbH zusammengefasst.
Im Rahmen eines Zukunfts- und Innovationsprogramms wurde zwischen 2016 und 2020 die Standortstruktur in ganz Deutschland umgebaut.
Im Geschäftsjahr 2020/21, mit Wirkung zum 30. November 2020, übernahm Advent International 25 % der Anteile an der Hermes Germany GmbH sowie 75 % der Anteile an der Hermes Parcelnet Limited in Großbritannien. Das Paket-Distributionsgeschäft der Hermes Gruppe in Deutschland und Großbritannien wird seitdem im Wege einer Partnerschaft fortgeführt und weiterentwickelt.

## Unternehmenstätigkeiten
Die Hermes Germany ist ein Tochterunternehmen der Hermes Europe GmbH, die zur Otto Group gehört. Die Hermes Germany erbringt Dienstleistungen aller Art für Industrie, Handel und Verbraucher sowie alle damit zusammenhängenden Geschäfte. Hauptsächlich beschäftigt sich Hermes Germany mit der Paketzustellung zum Endkunden in Deutschland sowie mit internationalen Supply Chain Logistiklösungen.
Mit Hermes International (als Geschäftsbereich) sowie der Hermes BorderGuru GmbH (als Tochter) erbringt Hermes Germany zudem Services im internationalen Paketversand sowie in der Abwicklung vorgelagerter Warenströme weltweit. Hermes kooperiert in Deutschland aktuell mit rund 330 Subunternehmern, die täglich rund 90 bis 95 % der Paketzustellung für den Hamburger Logistiker übernehmen. Für deren Tätigkeiten fühlt sich Hermes nicht verantwortlich.

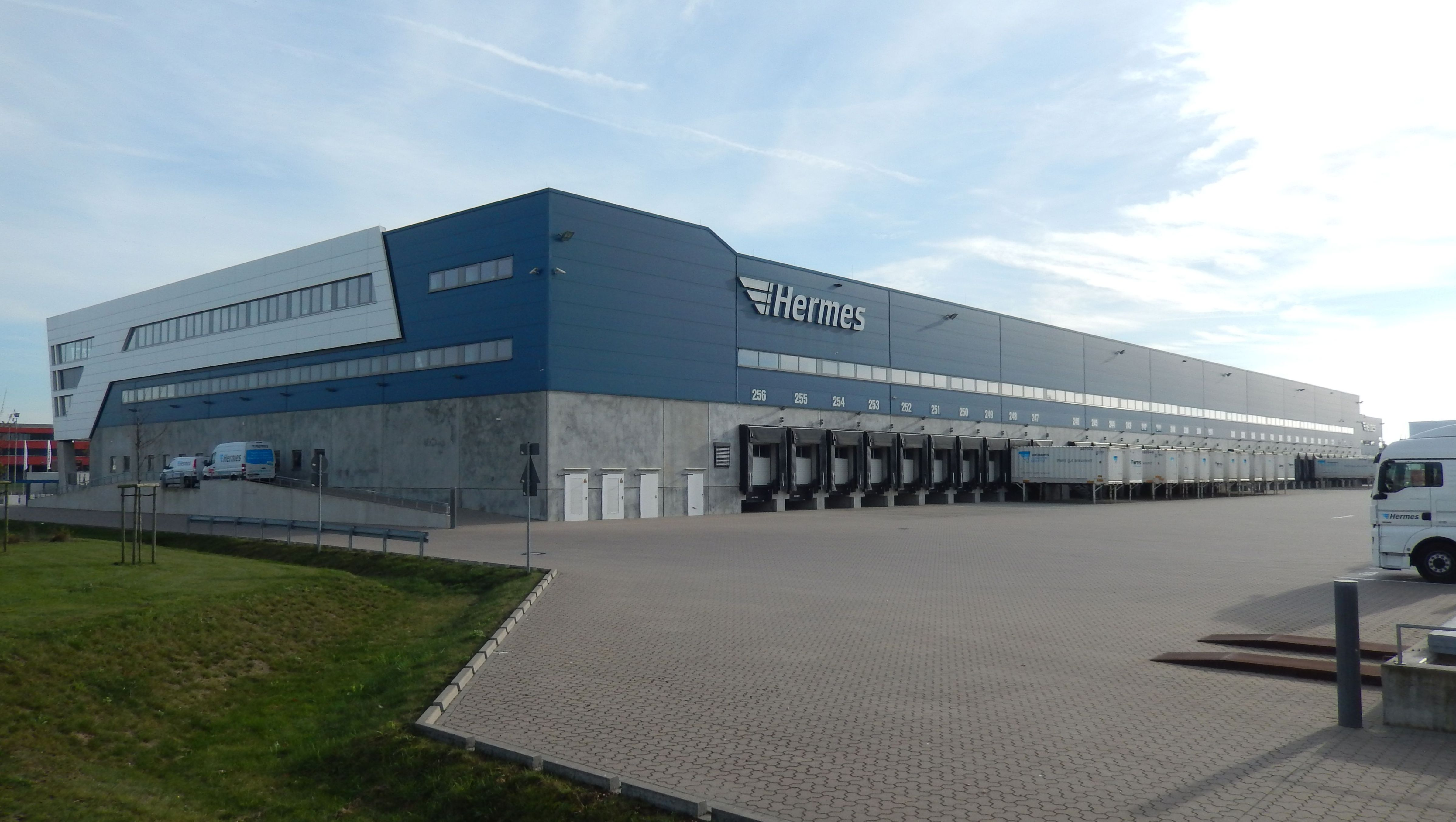
Logistik-Center in Langenhagen-Godshorn

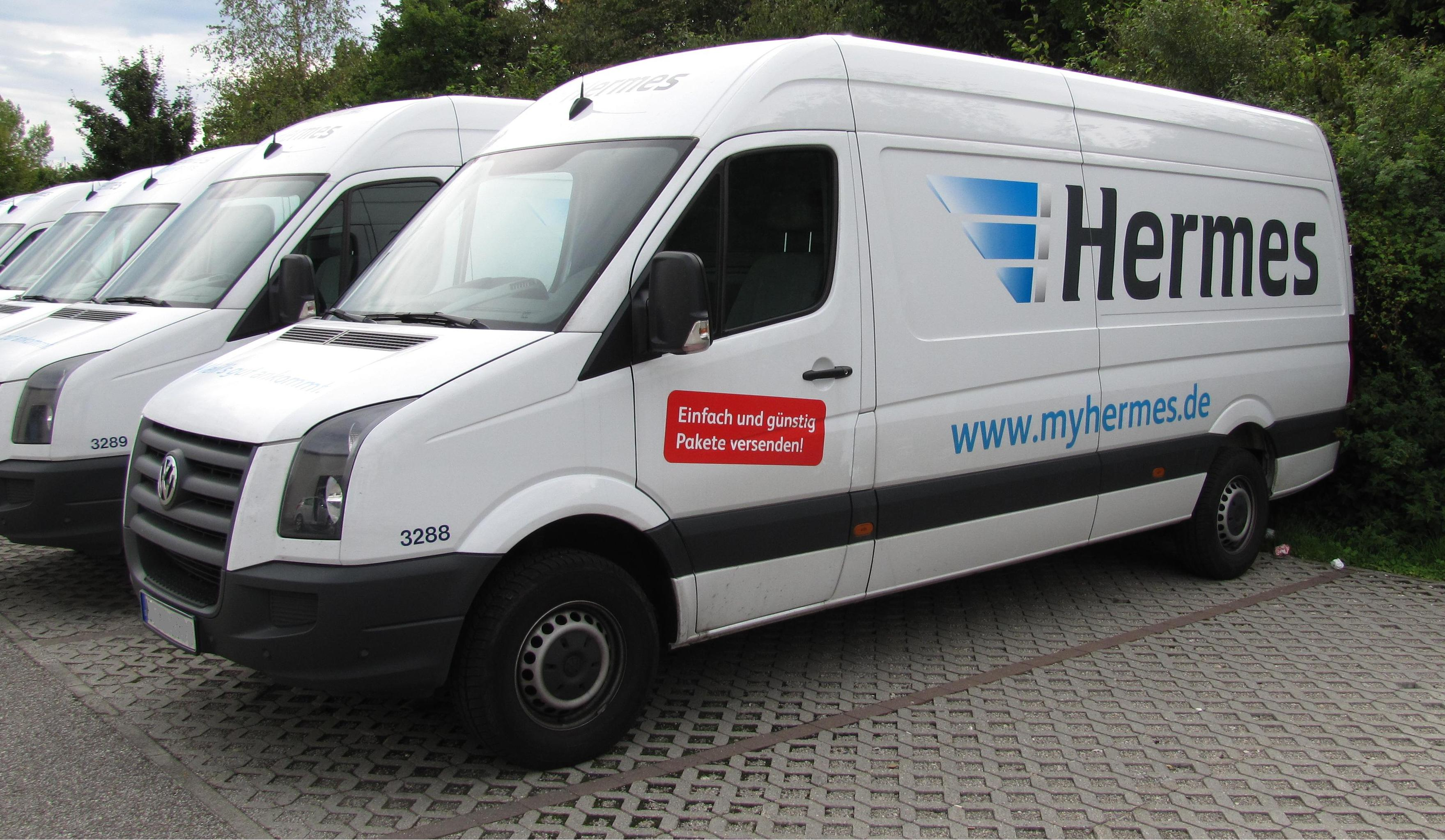
Zustellfahrzeug der Hermes Germany GmbH

### Hermes PaketShop-Netzwerk
Ein Hermes PaketShop dient als Abgabestelle für Pakete und Päckchen an Privatpersonen. Kunden können zudem einen Hermes PaketShop als Lieferadresse für Privatsendungen wie auch Sendungen von Online-Händlern oder als Abgabestelle von Business-to-Consumer-Retouren nutzen. Hermes PaketShops befinden sich in Einzelhandelsgeschäften (Supermärkten), in Kiosken und ähnlichen Ladengeschäften mit möglichst langen Öffnungszeiten und in zentraler Lage.  Deutschlandweit gibt es rund 17.000 Paketshops.
Seit 2014 bietet Hermes über seine App auch den sogenannten Mobilen Paketschein an, mit dem man papierlos mit seinem Smartphone den Paketschein erstellen kann und dieser mittels QR-Code im PaketShop eingescannt und dort ausgedruckt wird.

## Kritik
In Sendungen von Quer und Monitor von 2011 wurde über die Abwicklung der Zustellungen berichtet. Demnach vergab Hermes seine Zustellaufträge an sogenannte Satellitendepotbetreiber, die ihrerseits weitere Aufträge an Subunternehmer vergaben, welche wiederum Aufträge an Sub-Subunternehmer vergaben. Durch diese Konstellation haben die meisten Zusteller kein Rechtsverhältnis mit Hermes, das heißt die Vergütung der Zusteller ist in diesen Fällen Angelegenheit der Satellitendepotbetreiber. In diesem Zusammenhang wurde die Thematik Scheinselbstständigkeit angesprochen sowie über mehrere Verfahren wegen Vorenthalten von Arbeitsentgelt berichtet. Am 3. August 2011 berichtete Das Erste in der Sendung ARD-exclusiv ebenfalls über Fälle von Ausbeutung von Hermes Zustellern mit Hilfe eines Geschäftsmodells, das auf Scheinselbstständigkeit unter Zuhilfenahme mehrerer Stufen von Sub-Unternehmen beruhe. Insbesondere wurde kritisiert, dass der Betrag, den Hermes an seine Satellitendepotbetreiber für die Auslieferung eines Paketes zahlte, nicht ausreiche, um für deren beauftragte oder angestellte Zusteller eine angemessene Vergütung zu gewährleisten. Tarifliche Mindestlöhne und sozialversicherungspflichtige Arbeitsverhältnisse wurden in den dokumentierten Beispielen von den Satellitendepotbetreibern umgangen. Günter Wallraff prangerte die Arbeitsbedingungen bei Paketdiensten im Jahr 2014 in Die Lastenträger an. In seiner Sendung vom 25. August 2011 führte der Monitor an, dass es sich bei den dokumentierten Fällen von Lohndumping und Ausbeutung von Hermes Zustellern nicht nur um Einzelfälle handele, sondern diese Praktik von Hermes bewusst angewandt wurde, um einen höheren Unternehmensgewinn durch niedrigere Personalkosten zu erzielen. In diesem Zusammenhang wurde auch der ansonsten sozial engagierte Michael Otto wiederholt kritisiert und befragt, da er als Hauptanteilseigner und Vorstandsvorsitzender der Otto Group von den Zuständen bei Hermes wissen müsse und diese scheinbar toleriert und teilweise öffentlich bestreite.
Hermes reagierte auf die Vorwürfe, nach denen die frei beschäftigten Paketboten des Unternehmens mit Löhnen unterhalb des Existenzminimums auskommen mussten. Zunächst wurde der Aufsichtsrat aufgebaut, welcher paritätisch mit jeweils zehn Mitgliedern der Arbeitgeber- und der Arbeitnehmerseite besetzt ist. Zudem wurden alle seinerzeit 390 Subunternehmen, mit denen die Gruppe zusammenarbeitete, in Zusammenarbeit mit der Prüfungsgesellschaft SGS TÜV Saar zertifiziert und die Einhaltung fairer Beschäftigungsbedingungen kontrolliert. Außerdem kündigte das Unternehmen an, die Bezahlung pro Paket abzuschaffen und einen garantierten Mindestlohn von 7,50 EUR pro Stunde einzuführen. Aus Sicht der Dienstleistungsgewerkschaft Ver.di war der Hermes Mindestlohn ein Schritt in die richtige Richtung, selbst wenn dieser allerdings noch immer hinter dem geltenden Hamburger Tariflohn lag. Zudem investiert das Unternehmen seit 2018 für insgesamt 100 Millionen Euro in Lohn- und Personalkosten in der Paketzustellung, um für das Unternehmen tätige Servicepartner in die Lage zu versetzen, ihren Zustellern einen Stundenlohn über dem Mindestlohn zu zahlen.
Hermes Germany führte zudem einen eigenen Verhaltenskodex für die Vertragspartner und ein Hinweisgebersystem sowie einen Ombudsmann ein, an den sich Fahrer bei Verstößen wenden können. Die Stiftung Warentest bestätigte in ihrem CSR-Test der KEP-Lieferketten 2014, dass Hermes damit notwendige Schritte in die richtige Richtung eingeleitet hat. Die Stiftung Warentest bestätigte in seinem Test 2022 zudem, dass Hermes seinem Personal in der Paketzustellung über den Mindestlohn bezahlt.
Außerdem hat der Bundesverband Paket und Expresslogistik (BIEK) 2020 gemeinsam mit seinen Mitgliedsunternehmen, zu denen auch Hermes gehört, mit der Präqualifizierung ein neues Verfahren eingeführt, welches die Einhaltung der sozialversicherungsrechtlichen Regeln bei Vertragspartnern in der Paketbranche sicherstellt. Seitdem können in der Branche tätige Unternehmen das rechtssichere Prüfsiegel PQ KEP der akkreditierten Präqualifizierungsstelle Zertifizierung Bau GmbH erhalten. Die Präqualifizierung gewährleistet die transparente Kontrolle von Beitragszahlungen von Servicepartnern an die Sozialversicherungen und faire Arbeitsbedingungen für die Zusteller. Die Präqualifizierung ist seit dem Geschäftsjahr 2021/22 bei Hermes grundsätzlich eine Voraussetzung für das Vertragsverhältnis.